# 辛達卡拉體育會
辛達卡拉體育會（葡萄牙語：Clube Desportivo Santa Clara），葡萄牙職業足球會，位於阿索雷斯，成立於1927年，現時於葡萄牙足球超级联赛作賽。他們的主場是圣米格尔球场，能容納 13,277 人，符合歐洲賽規格。

## 外部連結
- Official webpage （页面存档备份，存于） （葡萄牙文）
- Official regulation （页面存档备份，存于） （葡萄牙文）
- Official Statistics （页面存档备份，存于） （葡萄牙文）
- Resultados Ao Vivo, proximos jogos ao vivo, posicoes de Liga de Honra （葡萄牙文）
- Portuguese Futebol.com » Your Source for Portuguese Soccer （英文）
- Portuguese Soccer News Links （页面存档备份，存于） （英文）